# Famille Magon
 (janvier 2025).
Si vous disposez d'ouvrages ou d'articles de référence ou si vous connaissez des sites web de qualité traitant du thème abordé ici, merci de compléter l'article en donnant les références utiles à sa vérifiabilité et en les liant à la section « Notes et références ».
La famille Magon est une famille subsistante de la noblesse française originaire de Saint-Malo. 

## Histoire
Par sa réussite commerciale à l'origine de son enrichissement et de son ascension sociale jusqu'à son intégration dans la noblesse locale puis nationale, la famille Magon est l'exemple parfait des Messieurs de Saint Malo étudiés par André Lespagnol.
L'origine de la famille Magon attestée à Vitré dès le XVe siècle remonte à Jehan Magon, apothicaire à Saint-Malo en 1561, qui épouse en 1568 dans cette cité Marie Ebrard. Leur fils Alain Magon, sieur de la Bréhaudais (12 mai 1569-29 janvier 1642), est à l'origine des deux branches de la famille, issues de ses deux unions. De sa première épouse Jeanne Moreau (morte en 1617), dame de la Gervaisais, épousée le 23 novembre 1600  sont nés ses deux fils ainés : Alain Magon de la Gervaisais (1601-1683), sans postérité, et Nicolas Magon de la Lande (1604-1661) ; et de sa seconde union avec Perrine Rogues (morte en 1653), dame de la Villebague, leur demi-frère Jean Magon de la Fontaine-Roux.
Les Magon de Saint-Élier, de La Villehuchet et de La Vieuville ont été anoblis par la charge de secrétaire du roi vers 1670.
Les Magon de La Giclais ont été anoblis en 1695.

## Personnalités
Parmi les membres de la branche aînée :
- Jean Magon de la Lande (1641-1709), conseiller-secrétaire du roi, négociant armateur au commerce et à la course à Saint-Malo, il était considéré comme le premier des négociants de la ville au XVIIe siècle[2]
- Nicolas I Magon de La Chipaudière (1644-1740), armateur
- Nicolas II Magon de La Chipaudière (1670-1698), armateur
- Alain Magon de la Terlaye (1676-1748),  lieutenant général, gouverneur de Saint-Jean-Pied-de-Port, commandeur de Saint-Louis
- François-Auguste Magon de la Lande (1679-1761), corsaire, armateur et négrier
- Nicolas Magon de La Gervaisais (1679-1765), lieutenant général, gouverneur de Dol, chevalier de Saint-Louis
- Luc Magon de la Balue (1685-1750), négrier
- Jean-Baptiste Magon de La Giclais (1686-1764), brigadier des armées du roi, chevalier de l'ordre royal de Saint-Louis
- Jean-Baptiste Magon de La Balue (1713-1794)
- Luc Magon de la Blinaye (1715-1794)
- Nicolas II Magon de La Gervaisais (1721-?)
- François-Auguste Magon de Terlaye (1724-1777)
- Nicolas III Magon de La Gervaisais (1765-1838)

Parmi les membres de la branche cadette :
- Jean Magon de la Fontaine-Roux (1619-1699)
- René Magon de La Villebague (1722-1778)
- Nicolas-François Magon de la Villehuchet (1727-1794), maire de Saint-Malo de 1773 à 1777
- Nicolas Magon de La Villehuchet (1760-1843)
- Charles René Magon de Médine (1763-1805), contre-amiral
- Thierry Magon de La Villehuchet (1943-2008), financier

Branche aînée Magon de La Giclais émigrée au Canada, descendant de Jean-Baptiste Magon de La Giclais (1686-1764).
- Alain Magon de La Giclais, (1873-1960), chevalier de la Légion d'honneur, croix de guerre 1914-1918, fils d'Arthur Magon de La Giclais et de Mathilde Taffin de Tilques[3], marié avec Roberta Talbot (1876-1940).
- Françoise Magon de La Giclais (1901-1994), native de Winnipeg, Canada, fille d'Alain Magon de La Giclais et de Roberta Talbot[4], épouse du général de corps d'armée, Jean Touzet du Vigier, grand croix de la Légion d'honneur, (ancien commandant en chef de la première division blindée, qui participa à la Libération de la France en 1945), dont postérité.

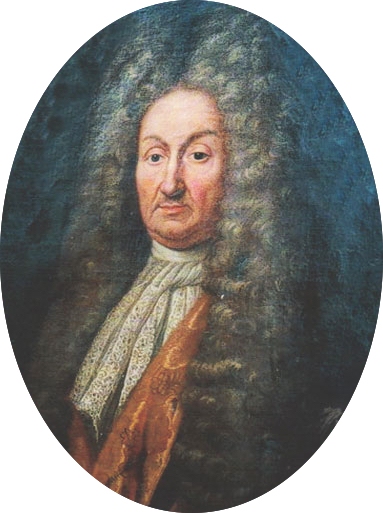
Portrait de Jean Magon de La Lande (1641-1709).
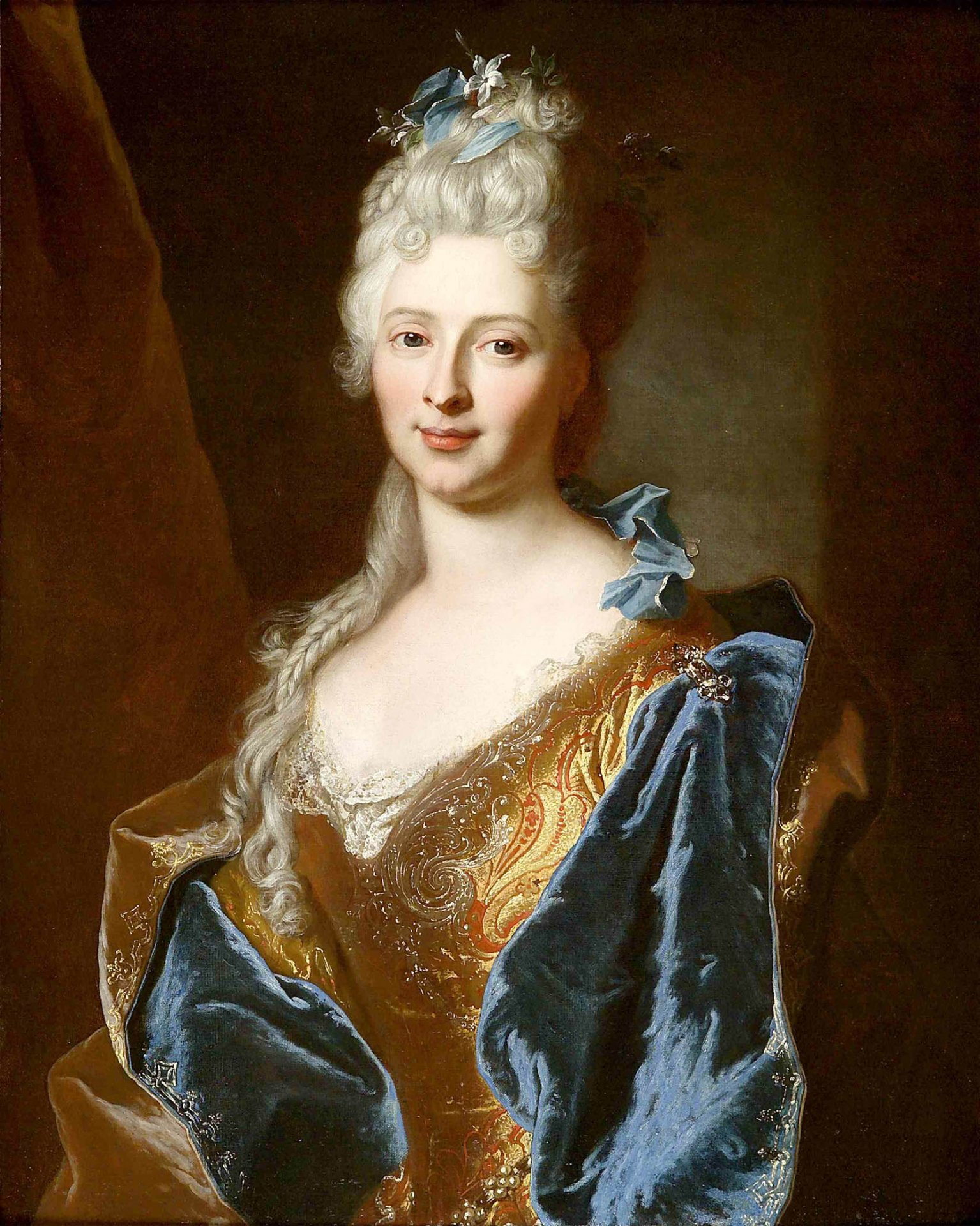
Portrait de Jeanne Magon de La Lande, comtese de Kercado.
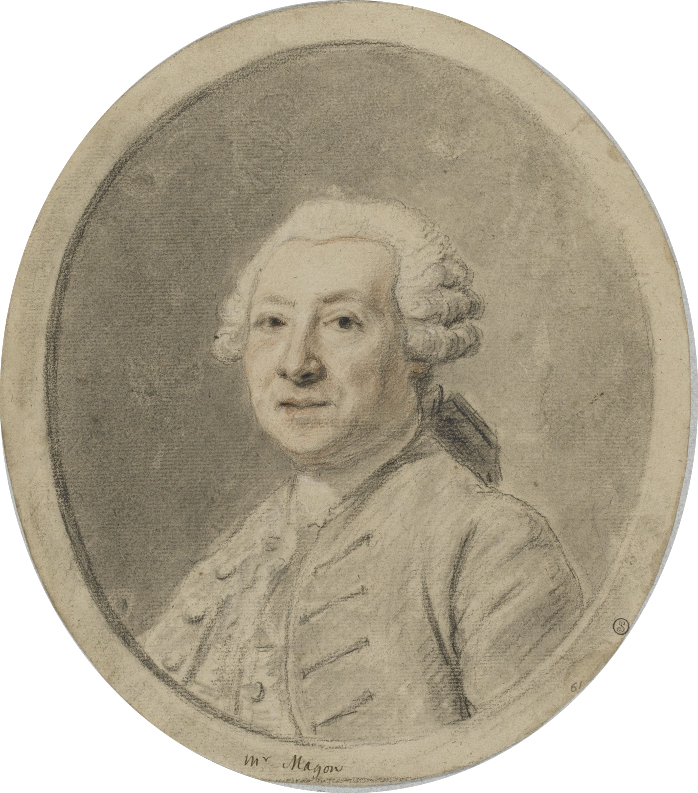
Portrait de Jean-Baptiste Magon de la Balue (1713-1794).
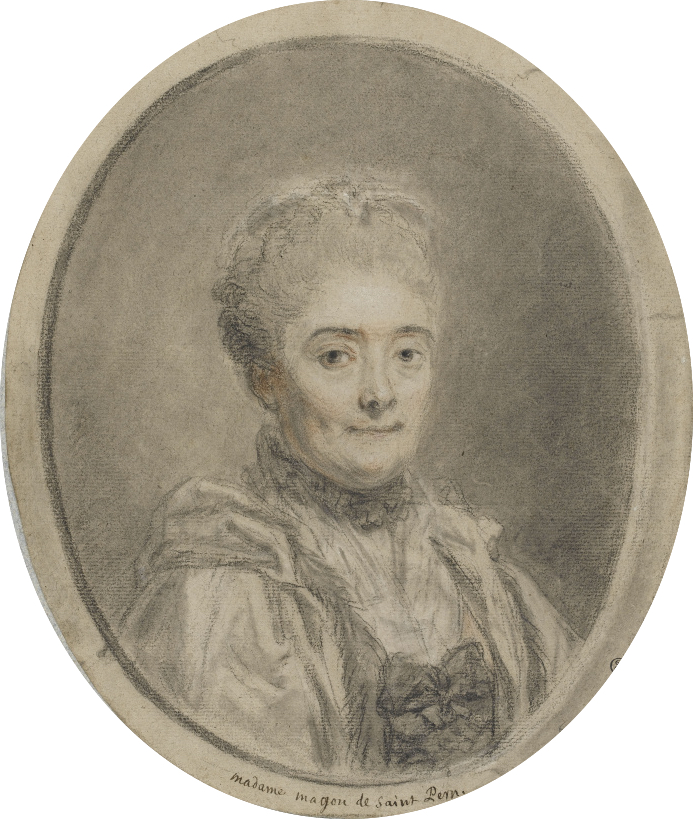
Portrait de la marquise de Saint-Pern, née Magon de La Balue.
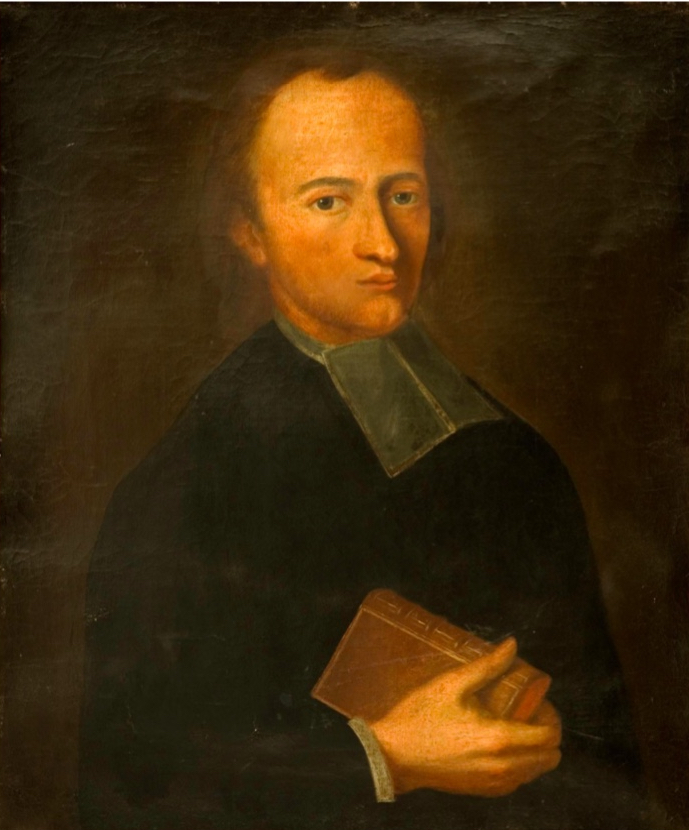
Portrait de l'abbé François-Auguste Magon de Terlaye (1724-1777).
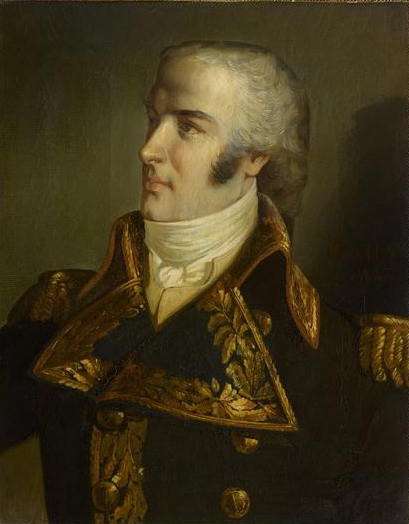
Portrait de l'amiral Charles René Magon de Médine (1763-1805).
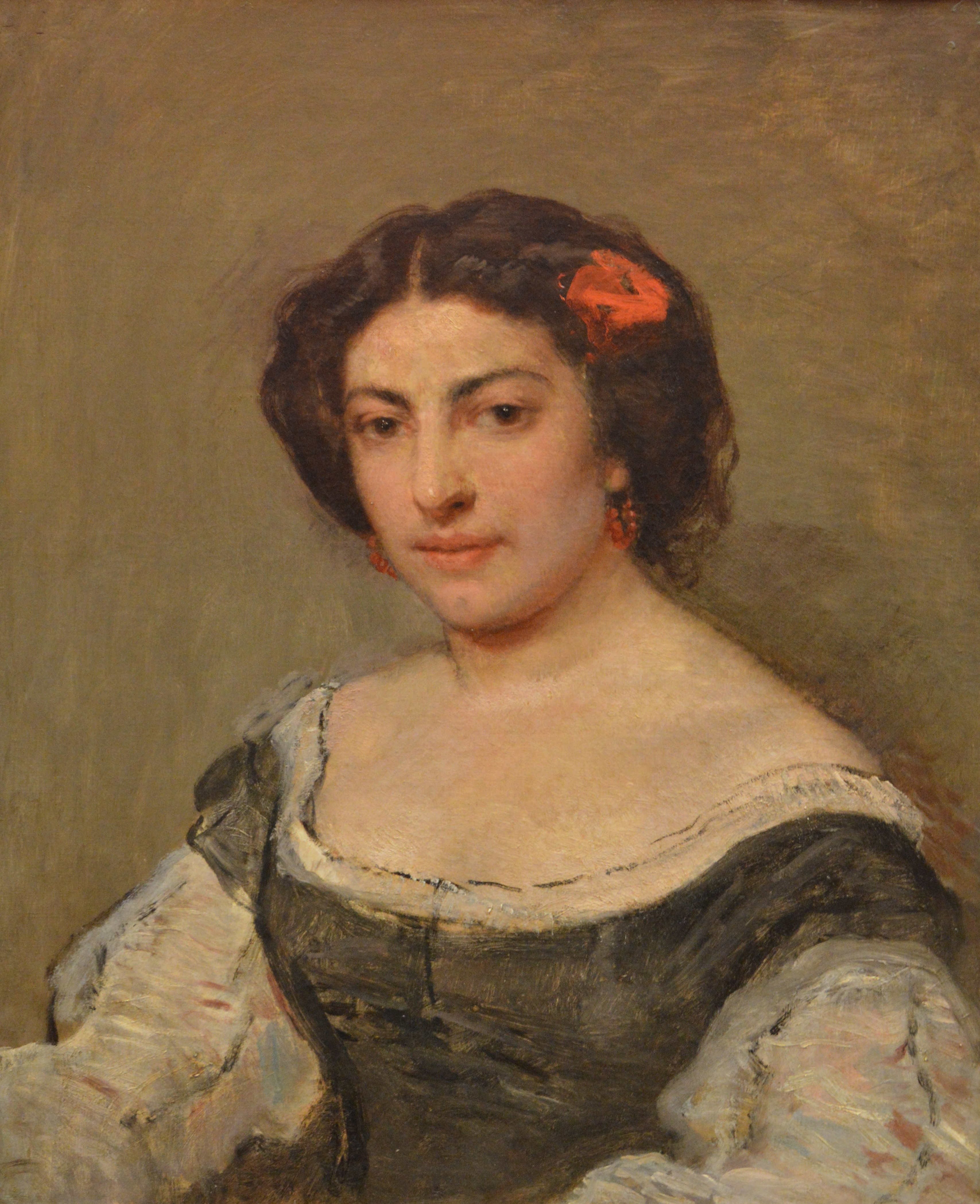
Portrait de la marquise Magon de Boisgarin.

## Domaines, terres
- Manoir de Vaulsalmon en Paramé (1776)
- Hôtel Magon de la Lande

### Sources
- Henri Magon de la Giclais, « Généalogie de la famille Magon », 1883 (source familiale)
- François-Alexandre Aubert de La Chenaye des Bois, « Dictionnaire de la noblesse contenant les généalogies, l'histoire et la chronologie des familles nobles de France, ... », 1774